# Pápa Relli
Pápa Relli (Vác, 1917. szeptember 17. – Budapest, 1984. augusztus 4.) magyar író, szerkesztő, Haár Ferenc (1908–1997) fotóművész sógornője.

## Életpályája
Pápa Sámuel és Fried Netti gyermekeként született egy hatgyermekes zsidó családban. Húszéves korában jelent meg első mesekönyve A nap benézett az ablakon címmel a Cserépfalvi Kiadó gondozásában. Ekkoriban kötött házasságot Schubert Ernő grafikussal, textiltervezővel. Később Barotányi Ferenc (1915–1972) testnevelő tanár felesége lett, akinek a pincéjében vészelte át a vészkorszakot nővérével és annak fiával. 1945-ben jelent meg következő kötete Mit meséljünk ma? címmel a Magyar Nők Demokratikus Szövetségének felkérésére. A könyvet Ács Kató írónővel közösen állította össze. Később több mesekönyve is megjelent, melyeket számos nyelvre lefordítottak. 1946-ban a Magyar Rádió munkatársa lett és Képes Gézával közösen szerkesztette a Rádió Gyermekújságot, mely 1947-ben könyv alakban is megjelent. Férjével közösen színdarabokat, mesejátékokat és több gyermekoperát írt. 1956 októberében kinevezték az Ifjúsági Osztály élére. A következő évben eltávolították a Rádiótól. A későbbiekben klasszikus írók műveit dolgozta át az Állami Bábszínház és a Magyar Rádió számára.

## Főbb művei
- A nap benézett az ablakon (mesék, Budapest 1937)
- Mit meséljünk ma? (mesék, Ács Katóval, Budapest, 1946)
- 1x1 (mese, Budapest, 1946)
- Panni (mese, Budapest, 1947)
- Ferkó (mese, Budapest, 1949)